# 奧米沙利
奧米沙利是位於克羅埃西亞克爾克島西北部的一個海濱小鎮。2001年，該鎮有人口1,790人。里耶卡機場和里耶卡港油碼頭位於這裡。

## 外部連結
- Omisalj municipality （页面存档备份，存于）
- https://web.archive.org/web/20041215023052/http://www.krkinfo.com/omisalj.htm
- http://www.croatiainfo.net/e_Omisalj.html （页面存档备份，存于）
- http://www.janaf.hr/ （页面存档备份，存于）
- http://www.islandkrk.com/ （页面存档备份，存于）

45°12′43″N 14°33′15″E / 45.21194°N 14.55417°E